# Powiat goleniowski

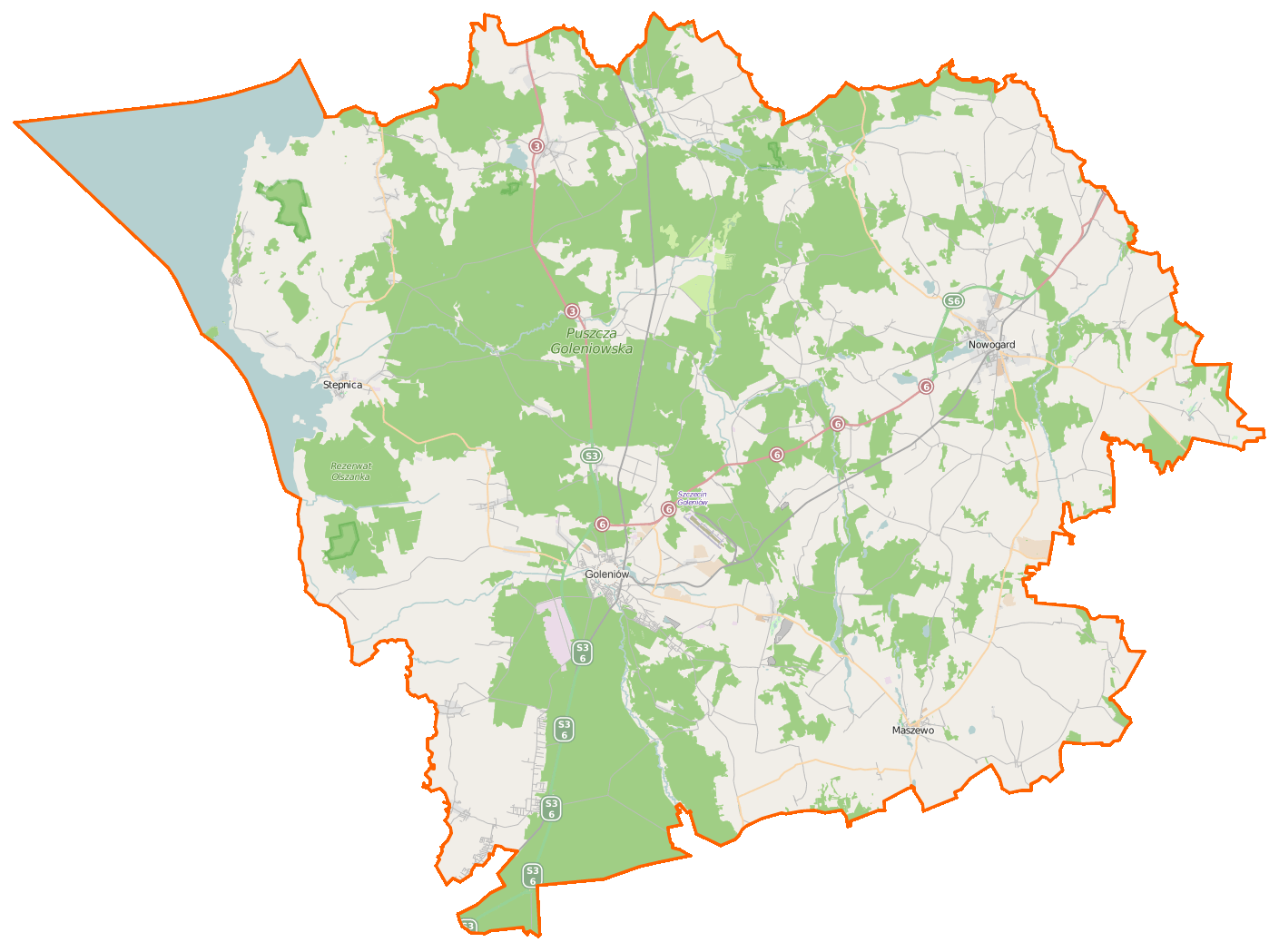
Mapa powiatu

Powiat goleniowski – powiat w północno-zachodniej Polsce, w woj. zachodniopomorskim, utworzony w 1999 roku w ramach reformy administracyjnej. Jego siedzibą jest miasto Goleniów.
Według danych z 31 grudnia 2019 r. powiat zamieszkiwało 82 421 mieszkańców. Natomiast według danych z 30 czerwca 2020 roku powiat zamieszkiwało 82 396 osób.
W skład powiatu wchodzą:
- gminy miejsko-wiejskie: Goleniów, Maszewo, Nowogard, Stepnica
- gminy wiejskie: Osina, Przybiernów
- miasta: Goleniów, Maszewo, Nowogard, Stepnica

## Położenie
Według danych z 1 stycznia 2014 powierzchnia powiatu goleniowskiego wynosi 1615,53 km². Położony jest na Równinie Goleniowskiej, Równinie Nowogardzkiej oraz w zachodniej części w Dolinie Dolnej Odry. Większość powierzchni gmin Przybiernów, Stepnica i Goleniów zajmuje Puszcza Goleniowska. W okolicach Goleniowa znajduje się jedyny w województwie port lotniczy Szczecin-Goleniów.
Powiat goleniowski graniczy z siedmioma powiatami:
- gryfickim
- kamieńskim
- łobeskim
- polickim (poprzez rzekę Odrę i Zalew Szczeciński)
- stargardzkim
- Świnoujście (miasto na prawach powiatu, poprzez Zalew Szczeciński)
- Szczecin (miasto na prawach powiatu).

## Gospodarka
W końcu stycznia 2011 r. liczba zarejestrowanych bezrobotnych w powiecie goleniowskim obejmowała ok. 5,3 tys. mieszkańców, co stanowi stopę bezrobocia na poziomie 17,9% do aktywnych zawodowo.
We wrześniu 2019 liczba zarejestrowanych bezrobotnych wynosiła już tylko 1800 osób, a stopa bezrobocia 5,3%
Przeciętne wynagrodzenie pracownicze w październiku 2008 r. wynosiło 3150,67 zł, przy liczbie zatrudnionych pracowników w powiecie goleniowskim – 15608 osób. Przeciętne wynagrodzenie w sektorze publicznym wynosiło 3355,03 zł, a w sektorze prywatnym 3081,08 zł.
W 2013 r. wydatki budżetu samorządu powiatu goleniowskiego wynosiły 77,5 mln zł, a dochody budżetu 81,5 mln zł. Zadłużenie (dług publiczny) samorządu według danych na koniec 2013 r. wynosiło 26,1 mln zł, co stanowiło 32,0% wartości wykonywanych dochodów.

## Demografia
Według danych z 30 czerwca 2012 roku powiat goleniowski zamieszkiwało 82035 osób
Liczba ludności (dane z 30 czerwca 2012):
|        | Ogółem | Ogółem | Kobiety | Kobiety | Mężczyźni | Mężczyźni |
| osób   | %      | osób   | %       | osób    | %         |           |
| ------ | ------ | ------ | ------- | ------- | --------- | --------- |
| Ogółem | 82 035 | 100    | 41 535  | 50,63   | 40 500    | 49,37     |
| Miasto | 43 164 | 52,62  | 22 352  | 27,25   | 20 812    | 25,37     |
| Wieś   | 38 871 | 47,38  | 19 183  | 23,38   | 19 688    | 24,00     |

▶Wieś vs ▶miasto
Ogółem (▶k, ▶m)
Miasto (▶k, ▶m)
Wieś (▶k, ▶m)
Liczba ludności:
| Rodzaj gminy    | Nazwa gminy | Ludność | % powiatu | Pow. (km²) | % powiatu | Liczba sołectw | Gęstość zaludnienia |
| --------------- | ----------- | ------- | --------- | ---------- | --------- | -------------- | ------------------- |
| miejsko-wiejska | Goleniów    | 33.700  | 42,4      | 442,77     | 27,4      | 32             | 76                  |
| miejsko-wiejska | Maszewo     | 8.370   | 10,5      | 210,35     | 13,0      | 24             | 40                  |
| miejsko-wiejska | Nowogard    | 24.599  | 31,0      | 338,67     | 21,0      | 33             | 73                  |
| wiejska         | Osina       | 2.876   | 3,6       | 101,73     | 6,3       | 10             | 28                  |
| wiejska         | Przybiernów | 5.189   | 6,5       | 228,90     | 14,2      | 15             | 23                  |
| miejsko-wiejska | Stepnica    | 4.770   | 6,0       | 293,22     | 18,1      | 16             | 16                  |

Miejsce w województwie (na 18 powiatów) pod względem:

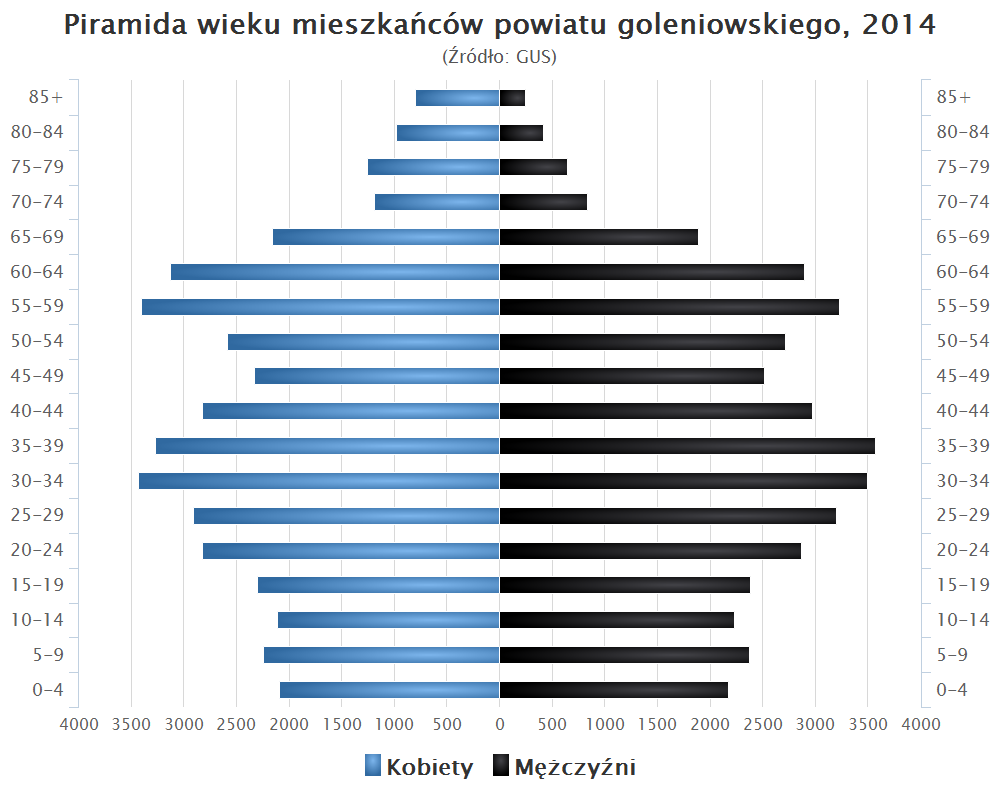
Piramida wieku mieszkańców powiatu goleniowskiego w 2014 roku

- ludności: 3.
- powierzchni: 5.
- gęstości zaludnienia: 9
- urbanizacji: 8.

## Historia
Powiat goleniowski został powołany dnia 1 października 1954 roku w województwie szczecińskim, jako jeden z pierwszych powiatów utworzonych tuż po wprowadzeniu gromad w miejsce dotychczasowych gmin (29 września 1954) jako podstawowych jednostek administracyjnych PRL. Na powiat goleniowski złożyły się 2 miasta i 13 gromad, które wyłączono z dwóch ościennych powiatów w tymże województwie (w praktyce gromady te należały do tych powiatów przez zaledwie dwa dni):
- z powiatu nowogardzkiego:
  - miasta: Goleniów i Maszewo
  - gromady: Jarosławki, Kliniska Wielkie, Krępsko, Lubczyna, Mosty, Rożnowo Nowogardzkie, Stawno i Żółwia Błoć
- z powiatu kamieńskiego:
  - gromady: Łożnica, Moracz, Przybiernów, Racimierz i Stepnica

Po zniesieniu gromad i reaktywacji gmin z dniem 1 stycznia 1973 roku powiat goleniowski podzielono na 2 miasta i 5 gmin:
- miasta: Goleniów i Maszewo
- gminy: Goleniów, Lubczyna (zniesiona w 1976[13]), Maszewo, Przybiernów i Stepnica

Po reformie administracyjnej obowiązującej od 1 czerwca 1975 roku terytorium zniesionego powiatu goleniowskiego włączono do nowego (mniejszego) województwa szczecińskiego. 1 stycznia 1992 roku jednoimienne miasta i gminy Nowogard i Maszewo połączono we wspólne gminy miejsko-wiejskie.
Wraz z reformą administracyjną z 1999 roku przywrócono w województwie zachodniopomorskim powiat goleniowski o kształcie i podziale administracyjnym zbliżonym do wyglądu z 1975 roku. Ponieważ nie odtworzono powiatu nowogardzkiego, nowy powiat goleniowski przejął część jego dawnych gmin: Nowogard, Osina i Dobra. 1 stycznia 2002 roku reaktywowano powiat łobeski, do którego przyłączono gminę Dobra z powiatu goleniowskiego.
W sierpniu 2012 roku z inicjatywy mieszkańców powstało stowarzyszenie na rzecz powiatu goleniowsko-nowogardzkiego Partnerstwo i Rozwój celem którego jest zmiana nazwy powiatu. W lutym 2013 rozpoczęto zbieranie podpisów pod obywatelskim projektem uchwały uruchamiającym procedurę zmiany nazwy. W 2013 r. w gminie Nowogard i Osina zostały przeprowadzone konsultacje społeczne w przedmiocie zmiany nazwy powiatu goleniowskiego na powiat goleniowsko-nowogardzki.
28 stycznia 2014 Rada Miejska w Nowogardzie złożyła wniosek o zmianę nazwy powiatu goleniowskiego. W 2013 r. rady miejskie w: Goleniowie, Maszewie i Stepnicy oraz Rada Powiatu w Goleniowie wyraziły negatywną opinię w sprawie zmiany nazwy.

## Środowisko geograficzne
Na terenie powiatu znajduje się wiele zbiorników wód stojących. Są to akweny zarówno naturalnie jak i sztuczne. Do największych należą:
- Jezioro Nowogardzkie – 112 ha
- Jezioro Przybiernowskie – 88 ha
- Jezioro Kościuszki – 48 ha

## Komunikacja
- Drogi:

krajowe:
nr 3 -- Świnoujście «» Szczecin «» Gorzów Wielkopolski «» Zielona Góra «» Legnica «» granica państwa (Jakuszyce) 
nr 6 --  granica państwa (Kołbaskowo) «» Szczecin «» Goleniów «» Koszalin «» Słupsk «» Gdańsk «» Łęgowo
wojewódzkie:
nr 106 -- Rzewnowo «» Golczewo «» Nowogard «» Maszewo «» Łęczyca «» Stargard «» Pyrzyce
nr 111 -- Recław «» Koniewo «» Racimierz «» Żarnowo «» Miłowo «» Stepnica «» Kąty «» Krępsko «» Modrzewie «» Goleniów
nr 113 -- Żółwia «» Błoć Żółwia «» Mosty «» Jarosławki «» Maszewo
nr 141 -- Sowno «» Przemocze «» Darż
nr 144 -- Nowogard «» Dobra «» Chociwel
nr 146 -- Jenikowo «» Dobra (powiat łobeski) «» Strzmiele
nr 147 -- Wierzbięcin «» Troszczyno «» Wołkowo «» Łobez
- Linie kolejowe:

- - czynne: Szczecin Gł. – Świnoujście (przez Goleniów i Łoźnicę) oraz Goleniów- Koszalin (przez Osinę i Nowogard).
  - nieczynne, nieistniejące: Nowogard- Dobra Nowogardzka oraz wąskotorowe: Czarnogłowy – Łoźnica Wąsk.

- Komunikacja lotnicza:
  - Port lotniczy Szczecin-Goleniów ok. 5 km na wschód od Goleniowa.

## Bezpieczeństwo
W 2009 r. wskaźnik wykrywalności sprawców przestępstw stwierdzonych w powiecie goleniowskim wynosił 72,6%. W 2009 r. stwierdzono w powiecie m.in. 364 kradzieży z włamaniem, 9 kradzieży samochodów, 143 przestępstw narkotykowych.
Gmina Stepnica jest położona w strefie nadgranicznej. Powiat goleniowski obejmuje zasięgiem służbowym placówka Straży Granicznej w porcie lotniczym Szczecin-Goleniów z Nadodrzańskiego Oddziału SG.
Powiat goleniowski jest obszarem właściwości Prokuratury Rejonowej w Goleniowie i Prokuratury Okręgowej w Szczecinie.
Na terenie powiatu działa 12 jednostek Ochotniczej Straży Pożarnej włączonych do krajowego systemu ratowniczo-gaśniczego. Ponadto istnieje jednostka ratowniczo-gaśnicza przy Komendzie Powiatowej Państwowej Straży Pożarnej w Goleniowie oraz jej posterunek w Nowogardzie.

## Administracja
| Gminy                                                         | Liczba radnych | Liczba wyborców w 2006 |
| ------------------------------------------------------------- | -------------- | ---------------------- |
| gmina Goleniów                                                | 8              | 26 015                 |
| gmina Nowogard                                                | 6              | 19 361                 |
| gmina Maszewo, gmina Osina, gmina Przybiernów, gmina Stepnica | 5              | 16 387                 |
| Razem (Σ)                                                     | 19             | 61 763                 |

Siedzibą władz powiatu jest miasto Goleniów. Organem uchwałodawczym jest Rada Powiatu w Goleniowie, w której skład wchodzi 19 radnych.
Rada Powiatu
| Ugrupowanie                         | 2002−2006  | 2006−2010 | 2010–2014 | 2014–2018  | 2018–2024                | od 2024                  |
| ----------------------------------- | ---------- | --------- | --------- | ---------- | ------------------------ | ------------------------ |
| Platforma Obywatelska               | –          | 5         | 9         | 6          | 7 (Koalicja Obywatelska) | 6 (Koalicja Obywatelska) |
| Prawo i Sprawiedliwość              | –          | 3         | 1         | 1          | 4                        | 4                        |
| Polskie Stronnictwo Ludowe          | 3          | 4         | 5         | 8          | 5                        | 4                        |
| Koalicja Samorządowa OK Samorząd    | -          | -         | -         | -          | -                        | 4                        |
| Sojusz Lewicy Demokratycznej        | 7 (SLD-UP) | 4 (LiD)   | 4         | 4 (SLD LR) | 3 (SLD LR)               | 1                        |
| Samoobrona                          | 2          | –         | –         | –          | –                        | -                        |
| Współpraca i Rozwój                 | 5          | –         | –         | –          | –                        | -                        |
| Obywatelska Alternatywa Samorządowa | 2          | –         | –         | –          | –                        | -                        |
| Powiat Dla Obywatela                | –          | 2         | –         | –          | –                        | -                        |
| Alternatywa Samorządowa             | –          | 1         | –         | –          | -                        | -                        |

Powiat goleniowski jest obszarem właściwości miejscowej Samorządowego Kolegium Odwoławczego w Szczecinie.
Mieszkańcy powiatu goleniowskiego wybierają radnych do Sejmiku Województwa Zachodniopomorskiego w okręgu nr 2. Parlamentarzystów wybierają z okręgów wyborczych z siedzibą komisji wyborczej w Szczecinie, a posłów do Parlamentu Europejskiego z okręgu wyborczego nr 13.

## Współpraca zagraniczna
Partnerem powiatu goleniowskiego jest:
- powiat Uecker-Randow, (Niemcy) do 3 września 2011, ponieważ został zlikwidowany i utworzony nowy Vorpommern-Greifswald